# High ’n’ Dry
A High 'n' Dry a brit Def Leppard második nagylemeze, mely 1981. július 11-én jelent meg. Ez volt az utolsó olyan Def Leppard album, melynek készítése során az együttes gitárosa Pete Willis teljes mértékben kivette a részét a stúdiómunkálatokból. Az album a Billboard 200 listán a 38. helyre, míg az UK Albums Chart listán a 26. helyre került. A lemezen hallható High 'n' Dry (Saturday Night) című dal felkerült a VH1 „40 legnagyobb metal dal” listájára is, ahol a 33. helyen szerepelt.

## 1984-es újrakiadás és fogadtatás
Az 1983-ban megjelent Pyromania album sikerének köszönhetően a High 'n' Dry 1984. május 31-én újra megjelent 2 bónuszdallal kiegészítve. Ezek közül a Bringin' On the Heartbreak remixelt verzióját 1984-ben adták ki, mely a brit albumlistán a 61. helyig jutott.
A másik bónuszdalt képező Me & My Wine szintén remixelésre került, melynek videóklipjében a The Young Ones című TV sorozatot parodizálta ki a zenekar. Az album 1990-es években megjelent újrakiadásain azonban már egyik bónuszdal sem szerepelt.
Megjelenésekor az album nagyrészt pozitív kritikákban részesült, a Rolling Stone 3 csillaggal jutalmazta a lehetséges ötből. Az AllMusic négy csillagot, míg a Sputnik Music 3,5 pontot adott rá a lehetséges ötből. Utóbbi kifejtette, hogy a High 'n' Dry jóval magabiztosabb album lett, mint az elődje, melyben nagy szerepet játszott a zenekar producere Robert John "Mutt" Lange is. A kedvező kritikák ellenére az album kereskedelmi szempontból nem lett sokkal sikeresebb, mint elődje. Nagymértékben növelte a lemezeladást a Bringin' On the Heartbreak dalra forgatott videóklip is, melyet első heavy metal videóként gyakran sugárzott az ekkortájt induló MTV is.

## Számlista
|     | Cím                                | Szerző(k)                             | Hossz |
| --- | ---------------------------------- | ------------------------------------- | ----- |
| 1.  | Let It Go                          | Joe Elliott, Pete Willis, Steve Clark | 4:43  |
| 2.  | Another Hit and Run                | Elliott, Rick Savage                  | 4:59  |
| 3.  | High 'n' Dry (Saturday Night)      | Elliott, Clark, Savage                | 3:27  |
| 4.  | Bringin' on the Heartbreak         | Elliott, Willis, Clark                | 4:34  |
| 5.  | Switch 625                         | Clark                                 | 3:03  |
| 6.  | You Got Me Runnin'                 | Elliott, Willis, Clark                | 4:23  |
| 7.  | Lady Strange                       | Elliott, Willis, Clark, Rick Allen    | 4:39  |
| 8.  | On Through the Night               | Elliott, Clark, Savage                | 5:06  |
| 9.  | Mirror, Mirror (Look Into My Eyes) | Elliott, Clark, Savage                | 4:08  |
| 10. | No No No                           | Elliott, Willis, Savage               | 3:13  |

| 1. | Bringin' On the Heartbreak (Remix) | Elliott, Willis, Clark                | 4:34 |
| 2. | Me and My Wine (Remix)             | Elliott, Willis, Clark, Savage, Allen | 3:40 |

## Közreműködők
- Joe Elliott – ének
- Pete Willis – gitár, háttérének
- Steve Clark – gitár, háttérének
- Rick Savage – basszusgitár, háttérének
- Rick Allen – dob, háttérének

### Produkció
- Robert John "Mutt" Lange – producer
- Mike Shipley – hangmérnök
- Hipgnosis – borító

## Helyezések
Album
Billboard (Észak-Amerika)
| Év   | Lista             | Pozíció |
| ---- | ----------------- | ------- |
| 1981 | Pop Albums        | 38      |
| 1983 | The Billboard 200 | 72      |

Kislemezek
Billboard (Észak-Amerika)
| Év   | Kislemez                     | Lista                 | Pozíció |
| ---- | ---------------------------- | --------------------- | ------- |
| 1981 | "Let It Go"                  | Mainstream Rock       | 34      |
| 1984 | "Bringin' On the Heartbreak" | The Billboard Hot 100 | 61      |

## Katalógus szám
- UK: Vertigo Records 6359 045 (LP), 7150 045 (kazetta)
- US: Mercury Records SRM-1-4021 (LP), 314-512-356-2/4 (CD és kazetta); 818-836-1/2/4 (1984-es bakelit újrakiadás, CD és kazetta)